# Nipponasellus kagaensis
Nipponasellus kagaensis is een pissebed uit de familie Asellidae. De wetenschappelijke naam van de soort is voor het eerst geldig gepubliceerd in 1958 door Matsumoto.